# La tigre è ancora viva: Sandokan alla riscossa!
Pour plus de détails, voir Fiche technique et Distribution.
La tigre è ancora viva: Sandokan alla riscossa! est un film d'aventures réalisé par Sergio Sollima et sorti en 1977. 
Ce film fait suite à la série télévisée Sandokan diffusée en 1976, elle-même inspirée de la série de romans d'Emilio Salgari mettant en scène le héros pirate Sandokan.

## Synopsis
Le sultan Abdullah conquiert l'île de Mompracem, repaire des pirates de Sandokan. Le sultan est une marionnette de l'armée britannique, très heureuse d'avoir envoyé Sandokan en exil. Lord James Brooke, le nouveau gouverneur des soldats britanniques, découvre où se trouve Sandokan : le pirate tente un nouvel assaut en compagnie de Mompracem et de la princesse indienne Djamilah ; Brooke appelle alors à son aide les puissants voyous, les tueurs du Gange, la déesse sanguinaire vénérée par Kali. Sandokan se rend vite compte que son combat pour la reconquête de l'île de Mompracem n'est pas facile. En effet, James Brooke fait appel aux malfrats, ainsi qu'à toutes les populations sauvages de l'Inde, affamées et assoiffées de butin.

## Fiche technique
- Titre original italien : La tigre è ancora viva: Sandokan alla riscossa![1],[2],[3] (litt. « Le tigre est toujours vivant : Sandokan à la rescousse ! »)
- Réalisateur : Sergio Sollima
- Scénario : Sergio Sollima et Alberto Silvestri (it) (inspirés par les personnages d'Emilio Salgari)
- Photographie : Marcello Masciocchi
- Montage : Alberto Gallitti
- Musique : Guido et Maurizio De Angelis
- Décors : Francesco Bronzi (it)
- Costumes : Enrico Sabbatini (it)
- Maquillage : Mario Van Riel
- Production : Elio Scardamaglia
- Société de production : Rizzoli Film
- Pays de production :  Italie
- Langues originales : italien
- Format : couleur - 1,33:1 - Son mono - 35 mm
- Durée : 118 minutes
- Genre : film d'aventures
- Dates de sortie :
  - Italie : 22 décembre 1977

## Distribution
- Kabir Bedi : Sandokan
- Philippe Leroy : Yanez De Gomera
- Adolfo Celi : James Brooke
- Sal Borgese : Kammamuri
- Massimo Foschi (it) : Teotokris
- Néstor Garay (it) :  Abdullah
- Mirella D'Angelo : Surama
- Teresa Ann Savoy : Djamilah
- Kumar Ganesh : Tremal Naik
- Franco Fantasia : le colonel anglais
- John S. H. Pettit : le général Croft
- Ahmad B. : Sendang
- Erlina Bakun : la fille de Giro Batol
- Abdul Rahmand Bin Abdullah : Ebù
- Muslan Bin Hussain : le fils de Giro Batol
- Kamal Idris Mustaffa : Marak
- Paki : le père de Giro Batol
- Giorgio Russo : le lieutenant anglais